# Rachel Amanda
 (mars 2018).
 (avril 2013).
Si vous disposez d'ouvrages ou d'articles de référence ou si vous connaissez des sites web de qualité traitant du thème abordé ici, merci de compléter l'article en donnant les références utiles à sa vérifiabilité et en les liant à la section « Notes et références ».
Rachel Amanda, née Rachel Amanda Aurora le 1er janvier 1995 à Jakarta, en Indonésie, est une actrice et chanteuse indonésienne.

## Biographie
Elle étudie à la faculté de santé publique de l’Université d'Indonésie, mais elle choisit de démissionner. Elle poursuit ensuite ses études à la faculté de psychologie de la même université jusqu’à l’obtention de son diplôme en 2018. Depuis 2022, elle poursuit son master en communication de divertissement à l’Université d’Amsterdam.
Le 12 novembre 2022, elle épouse un entrepreneur, Narawastu Indrapradna Indodiputranto, et leur mariage suit la tradition sundanaise.

## Filmographie
| Année | Film               | Rôle   | Notes        |  |
| ----- | ------------------ | ------ | ------------ |  |
| 2006  | Heart              | Rachel |              |  |
| 2009  | Kata Maaf Terakhir | Rachel | Lara[Quoi ?] |  |